# Septimunicia
Septimunicia (łac. Diocesis Septimuniciensis) – stolica historycznej diecezji w Cesarstwie Rzymskim w prowincji Byzacena w Tunezji. Obecnie katolickie biskupstwo tytularne.

## Biskupi
| Lp. | Biskup                | Funkcja                                          | Od                | Do                  |
| --- | --------------------- | ------------------------------------------------ | ----------------- | ------------------- |
| 1   | Joseph Lê Quý Thanh   | biskup koadiutor Phát Diệm (Wietnam)             | 1963              | 7 maja 1974         |
| 2   | Kenneth Angell        | biskup pomocniczy Providence (USA)               | 9 sierpnia 1974   | 6 października 1992 |
| 3   | Basilio do Nascimento | administrator apostolski Baucau (Timor Wschodni) | 30 listopada 1996 | 6 marca 2004        |
| 4   | Emilio Bataclan       | biskup pomocniczy Cebu (Filipiny)                | 21 czerwca 2004   |                     |